# 우리가 들려줄 이야기
《우리가 들려줄 이야기》(Stories We Tell)는 2012년 공개된 캐나다의 다큐멘터리 영화이다.

## 출연

### 주연
- 사라 폴리
- 마이클 폴리

### 조연
- 레베카 젠킨스
- 피터 에반스
- 앤드류 처치
- 시무스 모리슨
- 앨리 맥도널드

## 기타
- 책임프로듀서: 실바 바스마지언
- 미술: 리 칼슨
- 세트: 데이빗 그루어
- 의상: 사라 암스트롱
- 배역: 존 부챈
- 배역: 제이슨 나이트